# Майкл Гопей Стефен
Майкл Гопей Стефен (англ. Michael Stephen Gopey; нар. 15 січня 2000, Нігерія) — нігерійський футболіст, нападник.

## Життєпис
Дорослу футбольну кар'єру розпочав 2019 року в нігерійському клубі «Лобі Старз». Незабаром після цього перейшов до «Ріверз Юнайтед». По ходу сезону 2020/21 років перейшов до «Віккі Турістс».
23 липня 2021 року підписав 3-річний контракт з «Інгульцем». У футболці петрівського клубу дебютував 24 липня 2021 року в програному (1:2) виїзному поєдинку 1-го туру Прем'єр-ліги проти донецького «Шахтаря». Майкл вийшов на поле на 46-й хвилині, замінивши Артема Сітала, а на 81-й хвилині відзначився своїм першим голом за нову команду.

## Титули і досягнення
- Чемпіон Молдови (1):

«Мілсамі»: 2024-25